# (31527) 1999 CM126
1999 CM126 (asteroide 31527) é um asteroide da cintura principal. Possui uma excentricidade de 0.20106900 e uma inclinação de 15.66859º.
Este asteroide foi descoberto no dia 11 de fevereiro de 1999 por LINEAR em Socorro.